# Strzeżysław (osada)
Strzeżysław – osada w Polsce położona w województwie zachodniopomorskim, w powiecie szczecineckim, w gminie Szczecinek, nad strugą Łozicą. Miejscowość wchodzi w skład sołectwa Krągłe.